# Cratere De Moraes
De Moraes è un cratere lunare di 54,41 km situato nella parte nord-occidentale della faccia nascosta della Luna, a sudovest del più grande cratere Bridgman e a nordest di van Rhijn.
Questo cratere è stato eroso ed arrotondato da una lunga storia di impatti successivi. Sono visibili i segni di piccoli crateri sul bordo e sui margini interni delle porzioni nordorientali e nordoccidentali, ed è presente un'ampia deformazione ad est. Il pianoro interno è povero di caratteristiche, ed è marcato da pochi impatti minori.
Il cratere è dedicato all'astronomo brasiliano Abrahão De Moraes.

## Crateri correlati
Alcuni crateri minori situati in prossimità di De Moraes sono convenzionalmente identificati, sulle mappe lunari, attraverso una lettera associata al nome.
| De Moraes | Coordinate             | Diametro (in km) |
| --------- | ---------------------- | ---------------- |
| S         | 48°45′00″N 140°28′48″E | 43,19            |
| T         | 49°07′48″N 139°13′12″E | 46,79            |